# 寇瑊
寇瑊（？—1031年），字次公，汝州临汝（今河南汝州）人。
小時候父母雙亡，由祖母王氏撫育。太宗时，中进士，授蓬州军事推官，任上镇压李顺余部谢才盛等，後徙开封推官。不久施州蛮叛，轉運使臨時調寇碱代理施州事務。迁殿中侍御史，为开封府判官。後為梓州路轉運使。真宗大中祥符七年（1017年），累官侍御史。，召為三司鹽鐵判官，逾月，出京為河北轉運使。天禧四年（1020年）任益州（今四川成都市）知州，下令取締交子，並將交子鋪封閉。仁宗朝，擢枢密直学士，依附奸相丁谓，丁谓被贬为崖州（今海南三亚）司户参军，寇瑊也遭贬降。皇帝説:“寇璩有管理才能，不要處分過重。”秘书丞彭齐撰《丧家狗赋》，讥寇瑊为“丧家狗”。天聖元年（1023年）四月，調知鄧州。因薦舉不當，降爲少府監、知金州，復任右諫議大夫。適逢黄河决口，被調往滑州（今河南滑县）任知州。天聖八年九月（1030年），以樞密直學士權知開封府。天聖九年（1031年）九月，卒於开封府尹任上。

## 延伸阅读
[在维基数据编辑]
 《宋史·卷301》，出自脱脱《宋史》